# Betula michauxii
Betula michauxii är en björkväxtart som beskrevs av Édouard Spach. Betula michauxii ingår i släktet björkar, och familjen björkväxter. Inga underarter finns listade.
Denna björk förekommer i Kanada i Québec, Nova Scotia, Newfoundland, Labrador, New Brunswick och på Saint-Pierre och Miquelon. Arten lever i låglandet och i kulliga områden upp till 700 meter över havet. Den är utformad som en buske som växer i våtmarker, i fuktiga ängar och intill dammar.
För beståndet är inga hot kända. Hela populationen anses vara stabil. IUCN listar arten som livskraftig (LC).